# Magnus Saugstrup
Magnus Saugstrup Jensen (* 12. Juli 1996 in Aalborg) ist ein dänischer Handballspieler. Der 1,95 m große Kreisläufer spielt für die dänische Nationalmannschaft und seit 2021 für den deutschen Bundesligisten SC Magdeburg.

## Karriere

### Verein
Magnus Saugstrup begann mit dem Handballspiel in seiner Heimatstadt bei Nøvling IF. Seit 2014 spielt der Rechtshänder für Aalborg Håndbold in der Håndboldligaen. Mit Aalborg wurde er 2017, 2019, 2020 und 2021 dänischer Meister sowie 2018 Pokalsieger. International nahm er an der EHF Champions League 2014/15, 2017/18 und 2019/20 sowie dem EHF-Pokal 2015/16 und 2018/19 teil. 2020/21 erreichte man nach sechs Jahren erneut das Achtelfinale der Königsklasse. Zur Saison 2021/22 unterschrieb der Kreisläufer einen Dreijahresvertrag beim deutschen Bundesligisten SC Magdeburg. Mit den Bördeländern gewann er den IHF Super Globe 2021 und die Deutsche Meisterschaft 2022. 2022 verteidigte er mit dem SCM den Titel beim IHF Super Globe 2022. Mit dem SCM gewann er die EHF Champions League 2022/23 im Finale gegen KS Kielce mit 30:29 nach Verlängerung. Beim IHF Super Globe 2023 gewann er zum dritten Mal in Folge die Klub-Weltmeisterschaft. Im Jahr 2024 gewann er mit dem SCM den DHB-Pokal und die deutsche Meisterschaft. In der EHF Champions League 2024/25 gewann er mit dem SCM das Finale gegen die Füchse Berlin.
Bei den EHF Excellence Awards im Jahr 2024 wurde er als bester Abwehrspieler der zurückliegenden Spielzeit ausgezeichnet.

### Nationalmannschaft
In der dänischen Nationalmannschaft debütierte Magnus Saugstrup am 7. April 2018 gegen Island. Er bestritt bisher 105 Länderspiele, in denen er 205 Tore erzielte.
Bei der Europameisterschaft 2020 bestritt er sein erstes internationales Turnier, schied aber mit Dänemark überraschend bereits in der Vorrunde aus. Ein Jahr darauf wurde er bei der Weltmeisterschaft 2021 Weltmeister. Ihm gelangen dabei 29 Tore in neun Spielen, allein in der KO-Runde traf er 16 von 17 Würfe. Mit Dänemark gewann er bei den Olympischen Spielen in Tokio die Silbermedaille. Bei der Europameisterschaft 2022 gewann er mit Dänemark die Bronzemedaille. Auch bei der Weltmeisterschaft 2023 konnte er die Goldmedaille gewinnen. Beim Gewinn der Silbermedaille bei der Europameisterschaft 2024 kam er in acht Spielen zum Einsatz und warf 14 Tore. Zusätzlich wurde er als bester Verteidiger in das All-Star-Team gewählt. Bei den Olympischen Spielen 2024 gewann er die Goldmedaille. Bei der Weltmeisterschaft 2025 warf er acht Tore in neun Partien und wurde mit dem Team erneut Weltmeister.

## Erfolge
- mit Aalborg Håndbold
  - Dänischer Meister 2017, 2019, 2020, 2021
  - Dänischer Pokalsieger 2018

- mit dem SC Magdeburg
  - IHF Super Globe: 2021, 2022, 2023
  - Deutscher Meister 2022, 2024
  - DHB-Pokal: 2024
  - EHF Champions League: 2023, 2025

- mit Dänemark
  - Weltmeister 2021, 2023, 2025
  - Silbermedaille bei den Olympischen Spielen 2020
  - Bronzemedaille bei der Europameisterschaft 2022
  - Silbermedaille bei der Europameisterschaft 2024
  - Goldmedaille bei den Olympischen Spielen 2024

- EHF Excellence Awards 2024